# Mi-Ke CLIPS
Mi-Ke CLIPS（ミケ クリップス）はMi-Keのクリップ集。『complete of Mi-Ke at the BEING studio』と同時発売されたDVD。

## 収録内容
1. スワンの涙
2. 想い出の九十九里浜
3. 好きさ好きさ好きさ
4. ブルーライト ヨコスカ
5. 白い2白いサンゴ礁
6. BLUE MOONのように
7. サーフィン・JAPAN
8. 朝まで踊ろう
9. 悲しきテディ・ボーイ
10. HIPPY HIPPY SHAKE
11. Please Please Me, LOVE

- CMコレクション
- ディスコグラフィ　など